# 253587 Cloutier
253587 Cloutier è un asteroide della fascia principale. Scoperto nel 2003, presenta un'orbita caratterizzata da un semiasse maggiore pari a 2,2876877 au e da un'eccentricità di 0,1862513, inclinata di 6,04806° rispetto all'eclittica.